# Cacomantis merulinus
El cuco plañidero o cucu plañidero (Cacomantis merulinus) es una especie de ave cuculiforme de la familia Cuculidae que vive en el sur de Asia, desde la India hasta China e Indonesia.

## Descripción

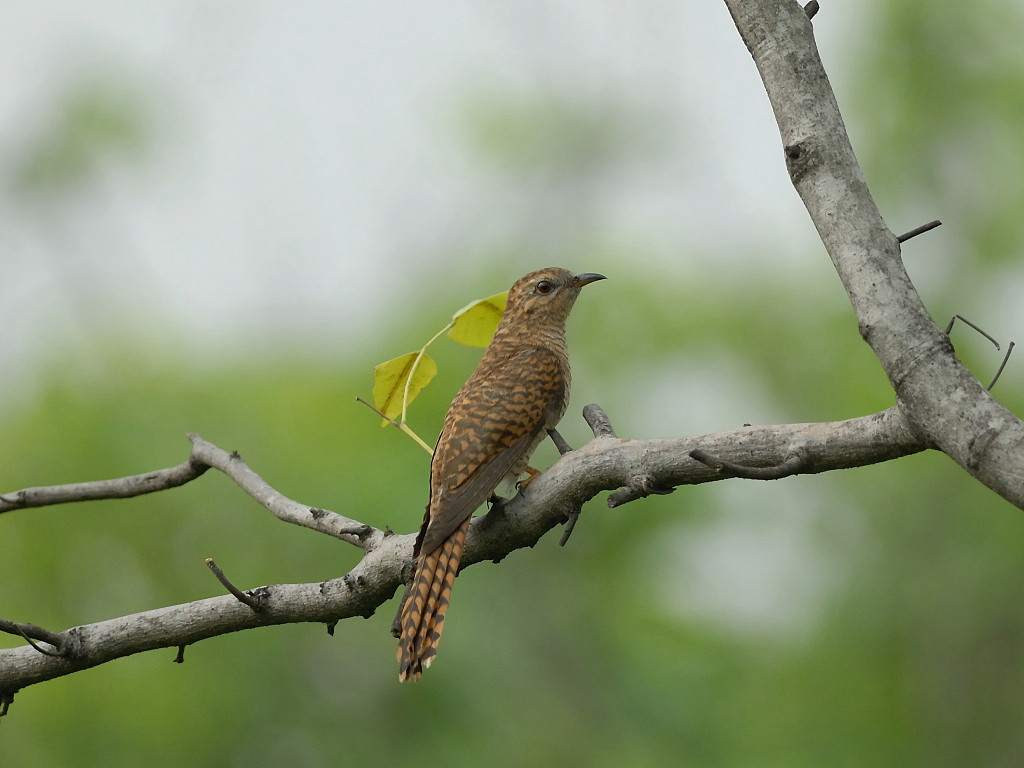
Hembra en Bangkok.

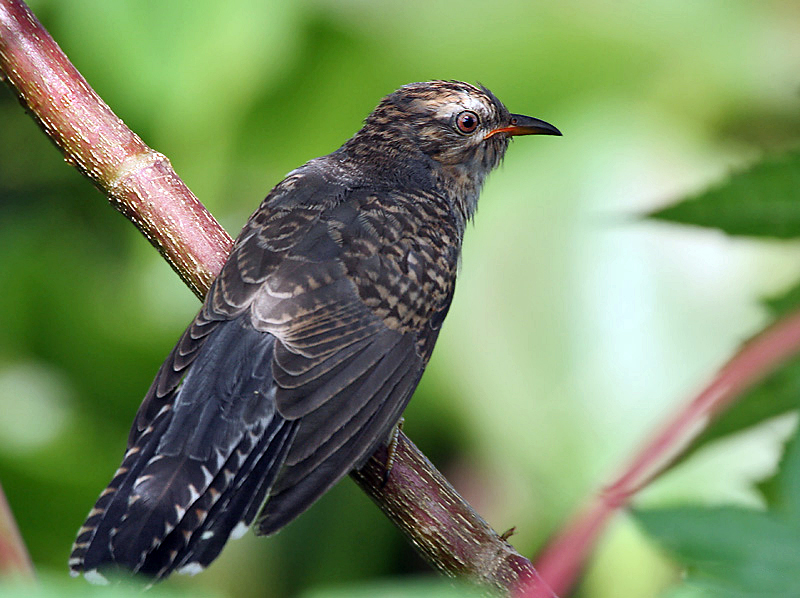
Inmaduro en Bengala occidental, India.

Es un cuco bastante pequeño, que mide 21-23.5 centímetros de largo. Los machos adultos tienen las partes superiores pardo grisáceas y las inferiores canela anaranjadas, y la cabeza, cuello y parte superior del pecho grises. Las plumas de la cola presentan las puntas blancas y las de su parte inferior están listadas en blanco en toda su longitud. Sus patas son amarillas, sus ojos rojos y su pico es negruzco por arriba y amarillento por debajo. Las hembras adultas pueden tener un aspecto similar al del macho aunque también es frecuente un morfo "hepático" totalmente listado. Esta forma tiene las partes superiores castaño rojizas con listas oscuras, sus partes inferiores son más claras y con listas más suaves, y tienen una lista superciliar clara. Los juveniles tienen un aspecto similar a las hembras del morfo hepático, aunque suelen tener fondo más claro y tener estrías en lugar de listas en el píleo y la garganta.
El macho del cuco plañidero emite varios tipos de silbidos, entre las que se encuentra una serie de notas ascendentes de frases de tres notas y 11 o 12 notas descendentes.

## Distribución
Hay cuatro subespecies. La subespecie nominal, C. m. merulinus, se encuentra en Filipinas donde es común en las islas grandes. C. m. querulus es la forma más extendida, que se encuentra en el este de la India, Bangladés, el sur de China, Birmania, Tailandia, Camboya, Laos y Vietnam. Es un visitante estival de la mayor parte de la China, y migra al sur en invierno. C. m. threnodes ocupa la península malaya, Sumatra y Borneo, mientras que C. m. lanceolatus se encuentra en Java, Bali y Célebes.
El cuco ventrigris (C. passerinus) que solía clasificarse como subespecie de cuco plañidero en la actualidad se considera una especie separada en la actualidad.

## Comportamiento
El cuco plañidero habita en el borde del bosque, en arboledas abiertas, zonas de matorral y herbazales, y también puede encontrarse en cultivos, parques y jardines. Se alimenta de invertebrados y generalmente se le observa en solitario.
Es un parásito de puesta, que pone sus huevos en el nido de pájaros de los géneros Cisticola, Prinia y Orthotomus. Sus huevos son similares a los de sus especies huésped aunque algo más grandes.